# Josip Broz Tito
Josip Broz Tito (cyrilicí: Јосип Броз Тито; vlastním jménem Josip Broz; 7. května 1892, Kumrovec – 4. května 1980, Lublaň) byl prezident Socialistické federativní republiky Jugoslávie, předseda Svazu komunistů Jugoslávie, maršál Jugoslávie a vrchní velitel ozbrojených sil SFRJ a vůdce jugoslávského protinacistického odboje za druhé světové války. Po válce patřil mezi zakládající členy kominformy, po roztržce se Sovětským svazem stál při zrodu Hnutí nezúčastněných zemí, jehož hlavním představitelem byl až do své smrti.

## Raná léta (1892–1913)

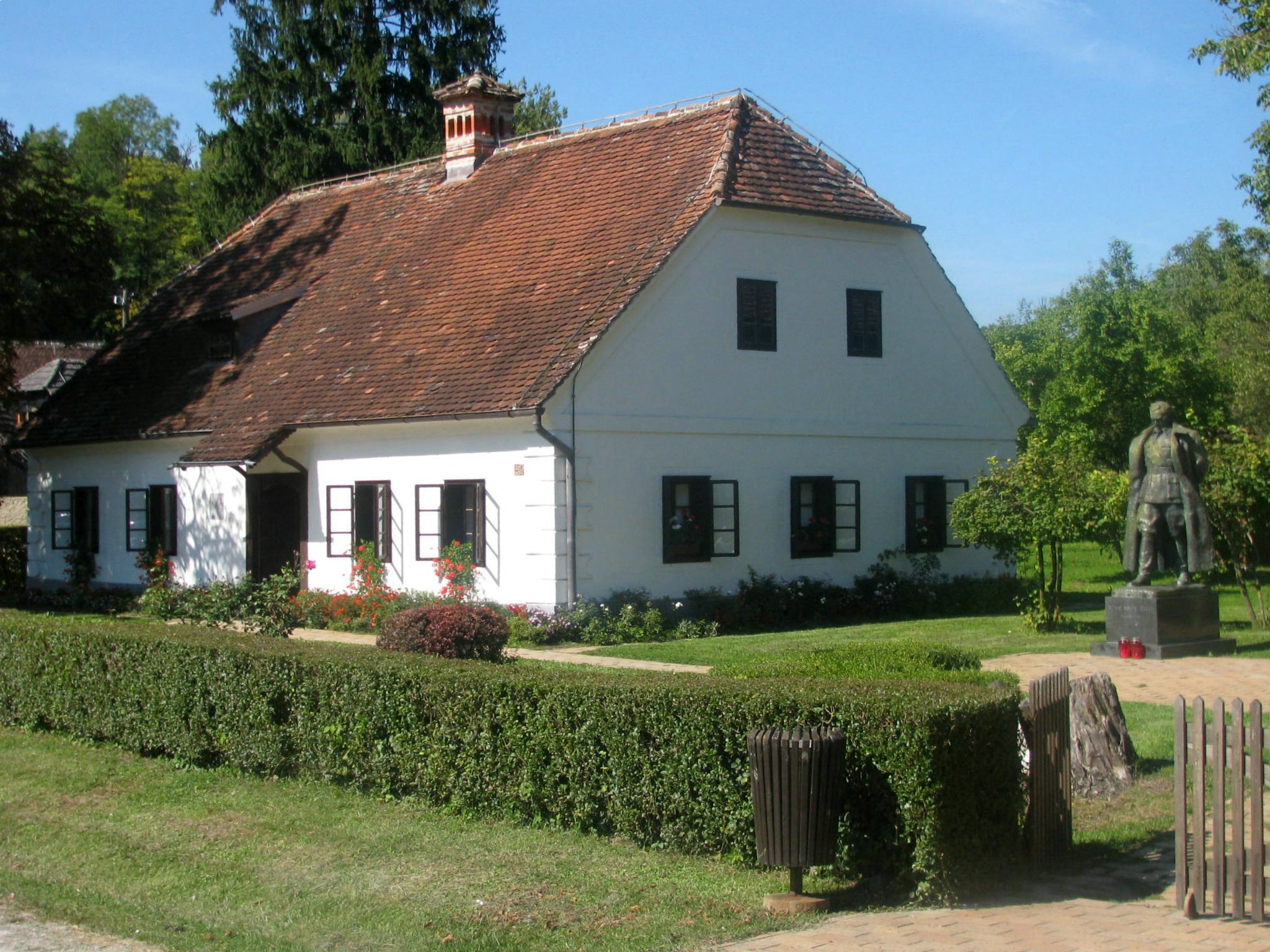
Titův rodný dům v Kumrovci

Josip Broz se narodil 7. května 1892 v Kumrovci (nyní Chorvatsko, na hranici se Slovinskem), náležejícím v té době Rakousko-Uhersku, v kraji zvaném Zagorje (Záhoří). Datum Titova narození se v různých dokumentech uvádí různě. V jednom z dokumentů z doby, kdy sloužil v rakousko-uherské armádě, se uvádí datum narození 25. května 1892. Již za druhé světové války bylo toto datum označeno jako významný den Titových narozenin. Dokonce Hitler na tento den v roce 1944 přikázal zaútočit na Drvar. Po válce byl kromě státní oslavy narozenin Josipa Broze tento den označen jako svátek „Den mládí“.
Josip byl sedmým z patnácti dětí manželů Franja a Marie Brozových. Jeho otec Franjo Broz byl Chorvat, zatímco matka Marija (rozená Javeršeková) byla Slovinka. Podstatnou část svého dětství strávil s dědečkem z maminčiny strany v nedaleké slovinské Podsredě, v roce 1901 začal chodit do základní školy v Kumrovci a tuto čtyřletku ukončil v roce 1905. Následující dva roky pracoval jako rolník u strýce v Podsredě. V mládí byl členem slovinského Sokola.
V roce 1907 se z venkovského prostředí přestěhoval do vzdálenějšího Sisaku a chtěl se učit číšníkem. Brzy se však tohoto záměru vzdal a v letech 1907–1910 se vyučil zámečníkem. Během roku 1910 se v Sisaku nelegálně zakládaly odbory. Když se Broz vyučil, stal se zámečnickým pomocníkem. Odešel do Záhřebu, kde byl dva měsíce zaměstnán v zámečnické dílně u Haramine v Iliči. Brzy nato se Tito zapsal do svazu dělníků pracujících v hutnictví, a tím se také stal členem Sociálně demokratické strany Chorvatska a Slavonie.
Měl velké problémy získat práci, a tak odjel do Lublaně a Terstu, posléze se vrátil do Záhřebu. Následoval téměř roční zaměstnanecký poměr v hutích v Kamniku ve Slovinsku. Poté se skupinou spolupracovníků z Kamniku odjel za lépe placenou prací do Čenkova u Hořovic. Na místě se Jihoslované dozvěděli, že mají posloužit jako stávkokazi. Tuto roli odmítli, podpořili české zaměstnance a v podniku začali pracovat až poté, co vedení podniku přistoupilo na požadavky českých odborů. O tomto období panuje množství neověřených informací, podle některých se tehdy oženil s Češkou, s níž se v Čenkově seznámil v roce 1912. (Jasper Ridley, Tito, s.38). Další kratičkou zastávkou v pracovní kariéře byla Plzeň a závody Škodovy, pokračoval do Německa (Mnichov a Mannheim), kde pracoval pro automobilku Daimler a Benz.
Koncem roku přijel ke svému staršímu bratrovi Martinovi (nar. 1884) , který bydlel v rodinném domku poblíž Vídně, a měl stálé zaměstnání u železnice. U tohoto bratra a jeho ženy strávil Josip několik měsíců, našel si zaměstnání jako mistr kovodělné výroby opět u Daimlera - Benze a dojížděl vlakem do Wiener Neustadtu (cca 60 km). O víkendech jezdil do Vídně, kde se mu velmi líbilo. Byl společensky aktivní, navštěvoval kurzy tance, šermu, zdokonaloval se v němčině. V oné době se měl i údajně podruhé oženit (Ridley, s. 40).

## Armáda, válka, revoluce (1913–1920)
V květnu 1913 dosáhl Josip jedenadvaceti let a byl povolán k povinné dvouleté službě do rakousko-uherské armády. Povolávací rozkaz obdržel v Kumrovci, nastoupit měl v Záhřebu. Po počátečních značných obtížích se v armádě osvědčil, během šesti měsíců byl povýšen (Vánoce 1913) do hodnosti četaře (něm. Zugsfuhrer). V květnu roku 1914 v Budapešti získal stříbrnou medaili na soutěži rakousko-uherské armády v šermu. Byl také vynikajícím lyžařem.
Když vypukla válka proti Srbsku, bojoval na srbském bojišti od srpna do prosince roku 1914. V lednu 1915 byl jeho pluk převelen do Karpat bojovat proti Rusům. (Za jednu z vyhraných bitev měl být řádně vyznamenán, avšak nemohl se ceremoniálu zúčastnit, neboť tou dobou byl zajat. Později, při návštěvě Vídně v roce 1967, odmítl Tito dodatečné udělení medaile.)
O velikonoční neděli 4. dubna 1915 (22. 3. podle juliánského kalendáře) byl těžce raněn kopím a dostal se do ruského zajetí. Celých 13 měsíců ležel v nemocnici ve Svijažsku, malém městě blízko Kazaně, dva a půl tisíce kilometrů za linií fronty. Byl na pokraji smrti, neboť kopí se dvěma hroty těsně minulo srdce, k tomu dostal těžký zápal plic a tyfus. Přežil, čas rekonvalescence strávil studiem ruštiny a čtením ruských klasiků, Tolstého, Turgeněva, a dalších. Po uzdravení byl poslán o tisíc kilometrů dál na východ, do Kunguru, kde byl tábor německých, rakouských a maďarských válečných zajatců. Rusové Broze jmenovali velitelem tábora. Přesto pracoval, ač jako poddůstojník nebyl povinen, spolu s ostatními zajatci na opravě sibiřské železnice. Když v Petrohradě vypuklo Kerenského povstání a car abdikoval, morálka v ruské armádě klesla. Zhruba v té době se Broz mezi ruskými železničáři seznámil s bolševickými myšlenkami. Bez větších potíží unikl ze zajateckého tábora a jako černý pasažér se vlakem dostal do Petrohradu, kde se rychle ocitl ve víru dění. 16. a 17. července se účastní velikých demonstrací, které proti prozatímní vládě zorganizovali bolševici. Bolševici byli poraženi, Broz se pokusil uprchnout do Finska, ale byl dopaden a tři týdny vězněn v petrohradské petropavlovské pevnosti, poté nastoupil s vojenskou eskortou do vlaku a měl být dopraven opět do tábora v Kunguru.
Podařilo se mu uprchnout, ne zcela objasněným způsobem se dostal do Omsku, kde se ihned přidal k bolševikům a vstoupil do rudých gard. Strávil zde tři roky, ovšem víceméně stranou největších řeží. V listopadu 1917 v Petrohradu zvítězili bolševici v čele s Leninem („Velká říjnová socialistická revoluce“). Rudí dostali za úkol vyčistit Omsk a okolí jak od bílých, tak od československých legionářů. Došlo k tvrdým střetům. Když byl v červenci 1918 Omsk obsazen Štefánikovými legionáři, Broz se skryl v domě mladičké krásky Pelageji Belousové (zvané Polka). Poté se ukrýval na venkově, v kyrgyzské komunitě pracoval na opravě vodního mlýna. V listopadu 1919 se vrátil do Omska, vyhledal Pelageju a podle pravoslavné tradice se všemi starobylými rituály se s ní oženil. (Bylo mu sedmadvacet, Pelageji necelých šestnáct. Ve stejné době údajně vstoupil do komunistické strany, zdroje se však různí – jiná verze tvrdí, že se komunistou stal až po návratu do Záhřebu, viz níže.) Na jaře 1920 se vydal se svou těhotnou manželkou na dlouhou a strastiplnou cestu do své původní vlasti, přes Petrohrad, Štětín, Německo a Rakousko. Až v září 1920 dorazil domů – do Jugoslávie, která po první světové válce (po rozpadu Rakouska-Uherska) vznikla jako jeden z nových států. Oficiálně se jmenovala Království Srbů, Chorvatů a Slovinců (zkracováno Království SHS, 1918–1929).

## Dělník, odborář (1920–1928)
Po návratu do svého rodiště se Broz opět potýkal s nezaměstnaností. Země stejně jako celá poválečná Evropa prožívala hospodářský úpadek. V zemi stoupala obliba sociální demokracie, ta se však rozpadla na dvě frakce. Jedna z nich vstoupila do Kominterny, začala si říkat Komunistická strana Jugoslávie. Broz do ní vstoupil a už na podzim 1920, tj. ihned po návratu, se v Záhřebu zapojil do agitace a distribuce předvolebních materiálů. Komunisté dosáhli v celém království skvělých výsledků jak v komunálních volbách, tak ve volbách do Ústavodárného shromáždění. Stali se třetí nejsilnější stranou. Královský režim se ovšem z obav před vypuknutím podobného puče, k jakému došlo v Rusku, rozhodl komunistickou stranu zakázat. 31. prosince 1920 se v Záhřebu na výraz odporu proti tomuto rozhodnutí konaly rozsáhlé stávky a demonstrace, které byly tvrdě potlačeny. V srpnu 1921 byly mandáty všech komunistických poslanců úplně zrušeny. Komunistická propaganda byla pod trestem smrti zakázána. Broz přešel do ilegality.
Počátkem roku 1921 přijal zaměstnání mimo obor (stárek ve mlýně) a rodina se na čtyři roky přestěhovala do obce Veliko Trojstvo u Bjelovaru. V březnu 1923 Broz a skupina jeho přátel z Velikého Trojstva navázali užší kontakt s komunistickou organizací v Bjelovaru, Broz se účastnil protistátních stranických schůzí a projevoval se jako výborný řečník. (Byl velmi populární, ale vyskytli se lidé, kteří ho měli za policejního agenta – provokatéra. Viz Riplay, s. 64.) Policie ho sledovala coby nebezpečného agitátora, přesto toto období jeho života patří ke klidnějším, i když se začalo kalit jeho rodinné štěstí. Jeho potomci měli smutný osud. První tři z pěti dětí zemřely ihned po porodu, čtvrté dítě, holčička Zlatica, zemřela ve dvou letech na záškrt, její smrt Broze těžce zasáhla. (Svému životopisci Dedijerovi řekl, že ji odnesl na hřbitov a zahrabal vlastníma rukama.) Přežilo jen páté dítě, syn Žarko, který zůstal jediným Titovým potomkem.
V létě roku 1925 zemřel jeho zaměstnavatel, podnik převzal zeť, který o Broze kvůli jeho politické angažovanosti už nestál. A tak se ve svých třiatřiceti letech Broz rozhodl stát „profesionálním revolucionářem“. Přestěhoval se do Kraljevice, a nastoupil jako kovodělník v docích, které fungovaly už od počátku 18. století. V Brozově době je vlastnil maďarský koncern, v němž měli podíly britští a francouzští výrobci zbraní. I při své práci na opravách torpédoborců královského námořnictva se Broz čile věnoval zejména odborářským aktivitám. Byl zvolen zástupcem odborů. V této pozici setrval po dobu jednoho roku. V létě 1926 se stal vůdcem stávky v docích, a 2. září dostal výpověď ze zaměstnání. Jako oficiální důvod výpovědi uvedl zaměstnavatel nadbytečnost.
Odešel do Bělehradu a v říjnu 1926 našel práci v továrně na výrobu kolejových vozidel v Palance ve městě Smederevo. Opět šlo o podnik s francouzsko-britskou účastí, opět byl zvolen zástupcem dělníků, avšak už v březnu 1927 dostal hodinovou výpověď. Ztratil šanci na jakékoli zaměstnání, a tak strana rozhodla povýšit ho do funkce tajemníka odborového svazu kovodělníků pro záhřebskou oblast. Vrátil se do Záhřebu, za pár týdnů byl zvolen tajemníkem svazu pro celé Chorvatsko, což mu skýtalo nárok na skromný, ale dostačující plat. Policie ho stále sledovala, v červenci 1927 byl zatčen, spolu s několika druhy souzen v tajném procesu a odsouzen na čtyři měsíce nepodmíněně za členství v zakázané KSJ a za odborářské aktivity maskující prokomunistickou činnost. Po vypršení trestu Broz začal vystupovat pod jinými jmény a fyzicky se maskovat, většinou se vydával za dobře zaopatřeného technika ve strojírenském průmyslu, což obnášelo i nošení elegantních obleků, návštěvy drahých podniků, atp.

## Rebel, odpůrce, odsouzenec (1928–1934)

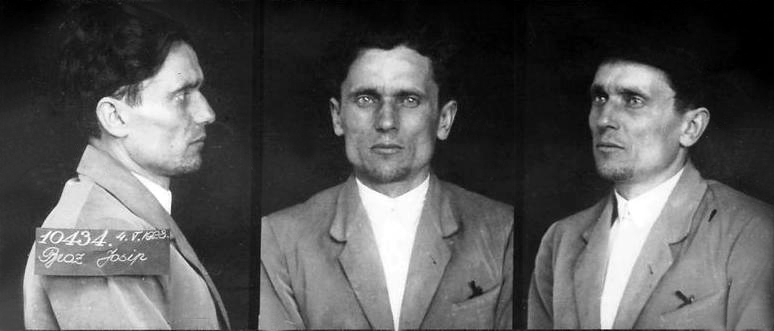
Tito jako politický vězeň v roce 1928

V roce 1928 se po zavraždění chorvatského politika Stjepana Radiće prohloubila politická krize. Jugoslávská komunistická strana reagovala na atentát výzvami k masovým demonstracím. Byly distribuovány letáky, podepsané samotným Josipem Brozem. Broz se pohyboval v ilegalitě, především v Záhřebu, z módních kaváren velmi úspěšně řídil komunistické akce. Byl hledanou osobou, ale zázračně se mu dařilo unikat. Nepřespával víc než dvě tři noci na jednom místě, ale nakonec byl před vchodem do jednoho z tajných bytů zatčen: 4. srpna 1928. Stalo se tak na základě udání člověka, s nímž se měl v bytě setkat. V bytě bylo údajně nalezeno několik bomb (Broz to interpretoval jako policejní provokaci), soudnímu procesu, který se konal od 6. do 16. listopadu 1928, se proto říká “bombový proces”. Tři měsíce byl Broz držen ve vazbě a 16. 11. 1928 byl odsouzen na pět let nepodmíněně.
Trest si odpykával v trestnicích v Lepoglavě (leden 1929 – červen 1931), v Mariboru (červen 1931 – listopad 1933) a posléze v Ogulinu. V trestnici zastával funkci mistra v elektrocentrále. Dařilo se mu navázat kontakt s komunisty v Záhřebu. Jako pomocník v elektrocentrále mu byl přidělen Moša Pijade, s kterým organizoval stranickou skupinu. Svůj čas ve vězení v Mariboru strávil Broz studiem a spoluprací s dalšími komunisty.
Komunisté byli v nelibosti dvora od začátku monarchie, v lednu 1929 však represe ještě zesílily. 6. ledna 1929 provedl král Alexandr puč a nastolil královskou diktaturu. (3. 10. 1929 byl název Království SHS změněn na Království Jugoslávie). Pod nátlakem absolutistického režimu byla komunistická strana, podobně jako některé další strany v tehdejším státě, téměř zničena. Být komunistou bylo v této době velmi nebezpečné. Členská základna, dosahující kdysi desetitisíců, se zredukovala na zhruba tisíc členů. Řada komunistických vůdců uprchla do zahraničí. Velká hospodářská krize velmi zhoršila celkové životní podmínky obyvatel Království Jugoslávie. Přispělo to k polarizaci názorů v křehce fungující jugoslávské společnosti a v dalších letech to komunistům pomohlo k vzestupu.

## Profesionální revolucionář (1934–1941)
16. března 1934 Broz opustil věznici v Ogulinu. Bylo mu nařízeno odebrat se do rodného Kumrovce, neopouštět ves a každý den se hlásit na policejní stanici. V obci byl přijat velmi vřele, jediný, kdo proti němu v kázáních brojil a nazýval ho antikristem, byl místní kněz Marcel Novak (ani jednomu z nich to ale nebránilo hrát spolu po večerech poker). V domácím vězení nezůstal Broz dlouho. S falešnými dokumenty a změněnou identitou se vrátil k politické práci „profesionálního revolucionáře“. Působil hlavně v Záhřebu, ve stranických kruzích používal již v té době jméno Tito (jak sám tvrdil, je to často se vyskytující přezdívka u mužů v okolí Kumrovce v chorvatském Záhoří a nemá žádný význam – Jasper Ridley, Tito, s. 94).[zdroj?] Později, při práci v Kominterně, byl znám jako Walter.
Byl zvolen za člena Oblastního svazu KSJ pro Chorvatsko. Strana, v předchozích letech zdecimovaná, se postupně vzchopila a kolem roku 1934 začala opět vzkvétat. Ústřední výbor KSJ od roku 1929 sídlil ve Vídni, kam se Broz v červenci 1934 vydal. Zde byl také ustanoven za člena politbyra Ústředního výboru komunistické strany.
V Lublani se 25. prosince 1934 konala IV. stranická konference pro celou Jugoslávii. I když se ji účastnilo jen 11 delegátů, byl zvolen nový Ústřední výbor, ve kterém delegáti prosadili právě Broze. V lednu 1935 odjel Tito do Moskvy. Tam se stal členem balkánského sekretariátu Kominterny (BSK) a referentem pro Jugoslávii. Zde se také seznámil s Edvardem Kardeljem, který byl až do konce svého života Titovým nejbližším přítelem a spolupracovníkem.[zdroj?]
V červenci a srpnu 1935 se v Moskvě konal VII. sjezd Kominterny, na němž byl Broz delegáty prosazen za člena politbyra. Koncem roku 1936 se vrátil do Jugoslávie, kde se mezitím odehrálo ohromné masové zatýkání komunistů. Mezi několika málo nezatčenými byl i Milovan Djilas, jeden z blízkých Titových spolupracovníků (pozdější jugoslávský disident a odpůrce Titova režimu). V Bělehradě zůstali na svobodě také Aleksandar Ranković a Ivo Lola Ribar, který se brzy seznámil s Brozem.
V roce 1937 Broz připravoval půdu pro vznik Komunistické strany Chorvatska, jež byla založena poblíž Samoboru 1.–2. srpna 1937. Ze strany Kominterny šlo o úlitbu rostoucímu chorvatskému separatismu. V letech 1936–1940 Tito často cestoval do Moskvy, Vídně a Paříže. V tomto období se stával stále více známým pod přezdívkou Tito, a v kruhu nejbližších spolupracovníků, většinou o 15–20 let mladších, se mu říkalo „Stari“. Během roku 1937 Broz několikrát navštívil Paříž, kde se podílel na přemisťování dobrovolníků do Španělska.
Roku 1937 byl generální tajemník KSJ Milan Gorkić pozván do Moskvy. Hned po příjezdu byl zatčen a po měsících vyslýchání zastřelen NKVD. Titovi se podařilo Stalinovy čistky, během nichž NKVD zatklo, popravilo či odklidilo kolem stovky jugoslávských komunistů, přežít, i když i on se v roce 1938 musel očišťovat z nařčení z trockismu. (Ridley, s.116–118. Údajně mu pomohlo přátelství s Dimitrovem a Pieckem, a také napětí v době sudetské krize. Jeho první a druhá žena však byly vězněny.) Podle oficiální jugoslávské historiografie v dobách SFRJ následně Tito převzal odpovědnost za vedení KSJ již v témže roce. Oficiálně se stal generálním sekretářem strany až roku 1939. Pod jeho vedením došlo ke konsolidaci strany[zdroj?] a značně se zvýšil počet členů (během roku a půl z 1 500 na dvojnásobek). Tito využil celé řady zkušeností získaných během pobytů v Moskvě. Nárůst zaznamenal rovněž Svaz komunistické mládeže. Postavení KSJ vůči Kominterně se zlepšilo v době mnichovských událostí. Když vrcholila sudetská krize, komunisté se víceméně na celé planetě, i v SSSR, postavili za Československo. V Jugoslávii se před československé velvyslanectví v Bělehradě dostavily tisíce dobrovolníků (nejen komunistů či levicově orientovaných občanů, ale i srbských nacionalistů a vojáků srbské armády z první světové války, J. Ridley, s. 119), kteří chtěli jít Československu na pomoc. Po podpisu Mnichovské dohody byli odesláni domů.
KSJ byla sice pořád zmítána vnitrostranickými čistkami a různými pohledy na Sovětský svaz, začala se však pokoušet sjednocovat protihitlerovsky smýšlející jedince bez ohledu na jejich stranickou příslušnost, a také, oproti roku 1937 (kdy se KS Chorvatska snažila o národní postup), silněji zdůrazňovat nutnost jednotného postupu na území celé Jugoslávie. Dostávala se do ještě ostřejšího střetu s vládou místodržitele prince Pavla, který se začal klonit ke spojenectví s Hitlerem. Britský vyslanec v Jugoslávii s potěšením konstatoval, že princ Pavel „začíná k Německu vzhlížet jako k baště antibolševismu“ a bylo by mu milejší „vidět Jugoslávii pod německou nadvládou, než napadenou Itálií přes Albánii či nechanou na pospas libovůli komunistů“ (Ridley, s. 122).
Německo-sovětský  pakt podepsaný mezi Molotovem a Ribbentropem v Moskvě způsobil na mezinárodní scéně šok, mnoho západoevropských komunistů vystoupilo ze strany. Tito se o paktu o neútočení mezi SSSR a Německem dozvěděl na palubě sovětské lodi Sibir, při cestě z francouzského Le Havru do Leningradu. Než přicestoval Tito počátkem září do Moskvy, vyhlásily Anglie s Francií Německu válku, Sověti dle paktu zůstali neutrální. V Moskvě na schůzi vůdců zahraničních stran Kominterny pronesl Tito prohlášení, které chtěl prosadit pro Jugoslávii. Vyzýval lid jednotné Jugoslávie, aby byl připraven čelit případnému útoku italských či německých fašistů proti své zemi. Zůstal naprosto osamocený, představitelé ostatních komunistických stran se stáhli, a v samotné Jugoslávii zorganizoval mladý komunista Alexandr Ranković a jeho přítel Đilas ilegální demonstraci na protest proti nehorázným cenám živobytí a proti snahám imperialistických vlád Anglie a Francie zatáhnout Jugoslávii do své války (konala se v prosinci 1938, Tito byl stále v Moskvě). Mezi komunisty propukly ostré názorové rozmíšky o povaze války, ale celá země byla zmítána hlubokými rozepřemi, v srpnu 1939 byla sestavena nová jugoslávská vláda, antibolševická a proněmecká. Chorvatsko získalo větší míru samostatnosti, policejní represálie proti komunistům tam brzy byly mnohem ostřejší než v Srbsku. V Lepoglavě byl zřízen koncentrační tábor pro komunistické živly.
Na V. celonárodní konferenci KSJ, která se v tajnosti konala v Záhřebu, od 17. do 19. října 1940, bylo Titovým zájmem vytvořit nové vedení strany. To mělo mít základní rysy federalistického principu, který byl v Jugoslávii přijat později. Šlo o novou koncepci komunistických aktivit, vybudovanou na ozbrojeném povstání jako způsobu osvobození a ochrany vlasti. Organizace státu se inspirovala sovětským vzorem federace. Takový přístup byl v situaci národnostní nesnášenlivosti (zejména stále se horšícími vztahy mezi Srby a Chorvaty) klíčový a pomohl straně a jejímu ozbrojenému hnutí zajistit potřebné stoupence a časem i mezinárodní podporu.

## Druhá světová válka (1941–1945)

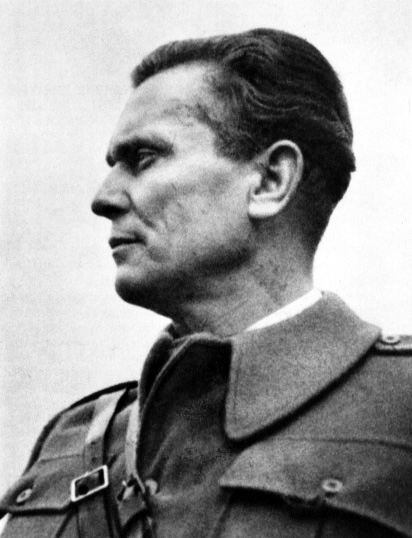
Tito v roce 1942

Dne 6. dubna 1941 vojska Německa, Itálie a Maďarska zaútočila na Jugoslávii. Německá Luftwaffe bombardovala hlavní město Bělehrad spolu s ostatními městy. Po tomto napadení založil Tito v Záhřebu 10. dubna 1941 vojenské sdružení, které mělo čelit nátlaku proti státům Osy.[zdroj?] Dne 17. dubna, poté, co král Petr II. Karađorđević a ostatní členové vlády uprchli ze země do exilu, se zbývající představitelé jugoslávské vlády a představitelé armády sešli s Němci v Bělehradě. Bylo dohodnuto a podepsáno příměří s Německem.[zdroj?] To však vydrželo pouhých 11 dní, neboť následně ho německá strana vypověděla. Některá jugoslávská území byla přičleněna k Německu (převážně části Slovinska), ostatní území se ocitla pod vlivem německých spojenců.
Formování prvního poinvazního odboje komunistických partyzánů v Jugoslávii se datuje dnem 28. dubna 1941, a to ve slovinské Lublani.[zdroj?] Ostatní skupiny následovaly, až se nakonec Tito stal velitelem komunistických partyzánů.
Od dubna 1941 Tito a jeho komunističtí partyzáni čelili konkurenci, a to většinové srbské Jugoslávské armádě ve vlasti, jejíž příslušníci byli známi spíše jako Četnici. Toto protikomunistické a zpočátku i protifašistické hnutí odporu bylo pod vedením generála Draži Mihailoviće a jeho příslušníci nebyli příliš organizováni.[zdroj?] Po dlouhou dobu byla vojska četníků podporována západními Spojenci. Avšak jugoslávskou královskou vládou v exilu a králem Petrem II. Karađorđevićem nebyli nikdy oficiálně uznáni za hnutí odporu.[zdroj?]
Tito původně nereagoval na vpád německých vojsk do Jugoslávie, neboť jako exponent sověty vedené Kominterny musel respektovat pakt o neútočení, podepsaný Molotovem a Ribbentropem v Moskvě.
Dne 22. června 1941 státy Osy zaútočily na Sovětský svaz, začala operace Barbarossa. Sovětské vedení vyslalo všem spřáteleným komunistickým stranám instrukce zaútočit na Němce a usnadnit tak Rudé armádě obranu vlasti. Titovi toto sdělení přeposlal bulharský komunista Georgi Dimitrov. Jugoslávští komunisté proto vyzývali k ozbrojenému odporu. Po celé zemi byly šířeny letáky a bylo provedeno i několik sabotáží. Následně po celé Jugoslávii vznikly ozbrojené skupiny partyzánů, bojujících proti nacistům.
Komunističtí partyzáni brzy začali s obsáhlým a úspěšným tažením a začali osvobozovat kousek po kousku jednotlivá území. Jejich aktivity vedly Němce k tvrdým odvetám proti civilistům. To vyústilo v masové vyvražďování (za každého zabitého německého vojáka bylo zabito 100 Srbů, za každého zraněného německého vojáka bylo zabito 50 Srbů) domácího obyvatelstva. Na základě těchto skutečností se Tito pokusil spojit síly s Mihailovićovými četniky. To se podařilo na podzim 1941. Partyzáni i četnici získali na nedlouhou dobu pod svoji kontrolu nemalou část západního Srbska, které bylo později známo jako tzv. Užická republika.
Po porážce Užické republiky a rozchodu komunistů s četniky se partyzáni v čele s Titem stáhli do hor v Bosně. Tito byl v kontaktu s Kominternou a do SSSR posílal přes Dimitrova hlášení o tom, co se na balkánském válčišti odehrává. Často osobně žádal Rusy o vojenskou pomoc.
Na osvobozených územích partyzáni zakládali lidové výbory, které měly být orgány vykonávajícími moc. Tito se stal vrchním velitelem Protifašistického shromáždění národního osvobození Jugoslávie AVNOJ, které se sešlo poprvé v Bihaći 26. listopadu 1942, a podruhé v Jajci 29. listopadu 1943. Na obou schůzích bylo projednáváno budoucí uspořádání země v duchu demokratické federace. V Jajci byl Tito jmenován předsedou NOVJ. 4. prosince 1943, když většina země byla stále ještě okupována zeměmi Osy, již Tito jmenoval dočasnou vládu demokratické Jugoslávie. To přitáhlo pozornost Moskvy a ta následně začala s Titem a partyzány mnohem více spolupracovat.

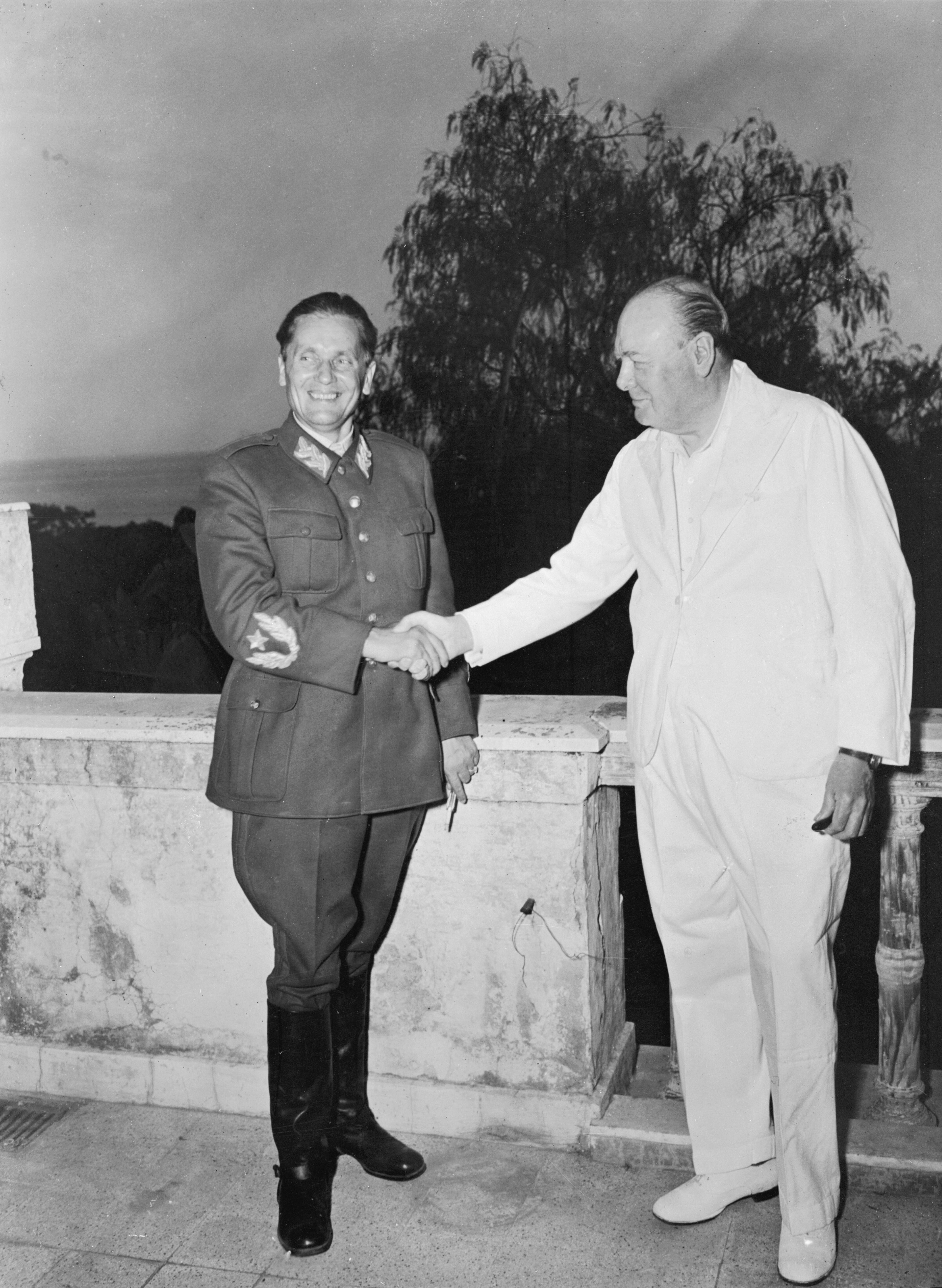
Josip Broz Tito a Winston Churchill v roce 1944 v Neapoli

Poté, co Titovi komunističtí partyzáni čelili stále většímu nátlaku vojsk Osy v období od ledna do června roku 1943, přišla nakonec na pomoc partyzánům vojska spojenců. Partyzánské oddíly úspěšně čelily snahám Němců, na rozdíl od Mihajlovićových četniků, kteří byli stále slabší a neefektivnější.[zdroj?] Jejich boj se stále více orientoval proti všem, než pouze proti okupantům. Král Petr II. Karađorđević, americký prezident Franklin Delano Roosevelt a britský ministerský předseda Winston Churchill se přiklonili k Stalinovi a oficiálně uznali Tita a jeho partyzány na Teheránské konferenci jako hlavního představitele domácího ozbrojeného odporu. To umožnilo spojencům přijít na pomoc partyzánům. Jakožto vůdce komunistického odboje se stal Tito hlavním terčem vojsk Osy. Němcům se třikrát skoro podařilo Tita zatknout: na jaře 1943 během ofenzívy s krycím názvem operace „Weiss“, následně v červnu během ofenzívy s krycím názvem (operace „Schwartz“) a dále pak 25. května 1944, kdy se mu tak tak podařilo uniknout německému vojsku v operaci Rosselsprung (Operace Rösselsprung (1944)) v Drvaru.
Partyzány podpořila spojenecká vojska, v čele s brigadýrem Fitzroyem Macleanem, který ve spojeneckých misích sehrával důležitou roli. V roce 1944 bylo založeno balkánské vojenské letectvo. Tito udržoval se všemi britskými představiteli, se kterými se setkal, velmi dobré vztahy.
Dne 5. dubna 1945 Tito podepsal se Sovětským svazem dohodu, umožňující dočasný vstup sovětských osvobozujících vojsk na území Jugoslávie. Partyzáni, posíleni vojsky Rudé armády, vyhráli osvobozeneckou válku v roce 1945. Po ukončení bojů byla všechna cizí vojska z Jugoslávie stažena. Rudá armáda se stáhla na podzim 1945.

## Poválečná Jugoslávie (1945–1953)
Koncem roku 1944 byla na ostrově Vis podepsána dohoda se záměrem sjednotit Titovu komunistickou vládu s exilovou vládou krále Petra II. Karađorđeviće. Tato dohoda je také známa jako Dohoda Tito–Šubašić. Z Titovy strany se jednalo o značný kompromis. Sám Josip Broz chtěl odstranit exilovou vládu a donutit západní spojence, aby přiznali NKOJ jako jediný výkonný orgán pro Jugoslávii. Velká Británie se však obávala nárůstu vlivu komunistů, a něco takového nechtěla vůbec připustit. Tito při jednání s Brity apeloval na to, že by návrat krále na trůn znamenal návrat monolitické předválečné Jugoslávie, která by vedla k nestabilitě a opakování problémů, které balkánské království trápily v 20. a 30. letech 20. století. Protože vznik společné vlády Tito nechtěl, odkládal její vznik co nejdéle to šlo.
Nakonec byla dne 7. března 1945 ustanovena v Bělehradě provizorní vláda Demokratické Federální Jugoslávie (DFJ). Tato vláda byla sestavena jako komunistická, s Titem v čele, bez možnosti zásahu z exilové vlády Petra II. Karađorđeviće. Po volbách v listopadu 1945 byl Tito jmenován ministerským předsedou a ministrem zahraničních věcí SFRJ. Jako politik se musel začít orientovat v celé řadě dosud mu nepříliš dobře známých oblastí, jakými byla například zahraniční politika. Ani krátce po válce ovšem nezpochybňoval vůdčí roli SSSR a Stalina v rodícím se komunistickém táboře. Jugoslávie se po SSSR a Mongolsku stala třetí zemí na světě, kde se k moci dostala komunistická strana a inspirace sovětskými praktikami byla proto logickým vyústěním. Do země přicestovala celá řada sovětských poradců.
V listopadu 1945 Tito dal vzniknout novému silnému vojenskému sdružení, jugoslávské lidové armádě (Jugoslovenska narodna armija, nebo také JNA). Po určitou dobu byla tato armáda pátou nejsilnější armádou v Evropě. Tito také inicioval vznik tajné policie (Uprava državne bezbednosti/sigurnosti/varnosti, nebo také UDBA). Obě organizace, UDBA a bezpečnostní agentura OZNA (Organ Zaštite Naroda Armije) byly pověřeny, kromě jiného, aby vyhledávaly a odsuzovaly nacistické kolaboranty. Následovalo období masakrů.
Dne 29. listopadu 1945 byla vyhlášena republika a komunisté tak definitivně odstavili exilovou vládu od moci. O něco později, 13. března 1946, OZNA zatkla Dragoljuba Mihailoviće, v létě byl postaven před vojenský soud v Bělehradě. Přes brilantní obhajobu a protesty západních zemí byl ve zmanipulovaném procesu odsouzen k trestu smrti a 18. července 1946 byl popraven.
Komunistická strana Jugoslávie vyhrála první poválečné volby (i když se jednalo o kontroverzní formu hlasování, kdy na hlasovacích lístcích byla jen jedna strana a volič mohl zaškrtnout jen ano a ne). Tito se těšil velké popularitě a jugoslávští komunisté tak získali nemalou podporu veřejnosti. Strana okamžitě využila své síly, aby vyhledala a zničila zbývající kolaboranty, nacionalisty a antikomunisty, používajíc metod nepříliš vzdálených stalinskému režimu.
V říjnu roku 1946 Vatikán exkomunikoval Tita a jugoslávskou vládu za odsouzení katolického arcibiskupa Stepinace na 16 let vězení. Trest byl posléze snížen, neboť se na celou kauzu byla upřena mezinárodní pozornost, což by mohlo zvýšit sympatie k Římskokatolické církvi.
Titova iniciativnost na poli zahraniční politiky byla značným problémem pro jednotný východní blok, vedený Stalinem. Snaha vytvořit vlastní alianci na Balkáně a vystupovat v zahraniční politice nezávisle, vyvolala velmi rychle nevoli Moskvy. Po výměně několika diplomatických nót mezi Jugoslávií a SSSR se nevraživost mezi oběma zeměmi přelila do osobní úrovně mezi Stalinem a Titem. „Zastavte posílání lidí, kteří mě mají za úkol zabít“, napsal Tito Stalinovi. „Pokud nezastavíte posílání vrahů, pošlu já jednoho do Moskvy za vámi, a buďte si jistý, že nebudu muset posílat druhého!“. Jak jugoslávský, tak i sovětský tisk tyto výhrůžky zveřejnil (pochopitelně tak, aby byla zdůrazněna negativní role protistrany). Osobní invektivy vzbudily značný zájem také v zahraničí. KSJ byla vypovězena z Kominformy dne 28. června 1948 (Stalin zvolil kvůli důležitosti tohoto kroku srbský svátek Vidovdan).
Po této roztržce bylo nezbytné novou politickou linii upevnit i mezi samotnými jugoslávskými komunisty. Tito naléhal na své bývalé spolubojovníky a straníky, aby stáli za ním. Ti, kteří chtěli být i nadále loajální Stalinovi byli z veřejného života odstraněni, uvězněni, mnohdy v pracovních táborech. Hlavním manifestem Titovy nové politické orientace se stal 5. kongres KPJ, který se konal v červnu 1948.
Dne 26. června 1950 schválilo Národní shromáždění rozhodující zákon, napsaný Milovanem Djilasem a Titem[zdroj?], o tzv. samosprávě: - typ nezávislého socialismu, který experimentoval s myšlenkou rozdělení zisku mezi zaměstnance ve státem řízených podnicích. Podnikům se dala větší svoboda v rozhodování o vlastních penězích a role plánování byla tak v národním hospodářství oslabena. Přestože pokračující liberalizační tendence umožnily poměrně rozsáhlou kritiku strany a systému, Tito osobně nebyl nakloněn přílišnému uvolnění poměrů. Západní země se ovšem Titovým odmítnutím sovětské nadvlády nad komunistickými zeměmi a ekonomickými reformami nakonec rozhodly zařadit Jugoslávii do tzv. „Svobodného světa“. Tito později označil Jugoslávii za jediný zcela nezávislý stát na světě. 13. ledna 1953 se zákon o samosprávě stal hlavní sociální směrnicí v Jugoslávii. 14. ledna 1953 Tito zvítězil v prezidentských volbách nad Ivanem Ribarem.[zdroj?]

## Tito jako státník (1953–1974)

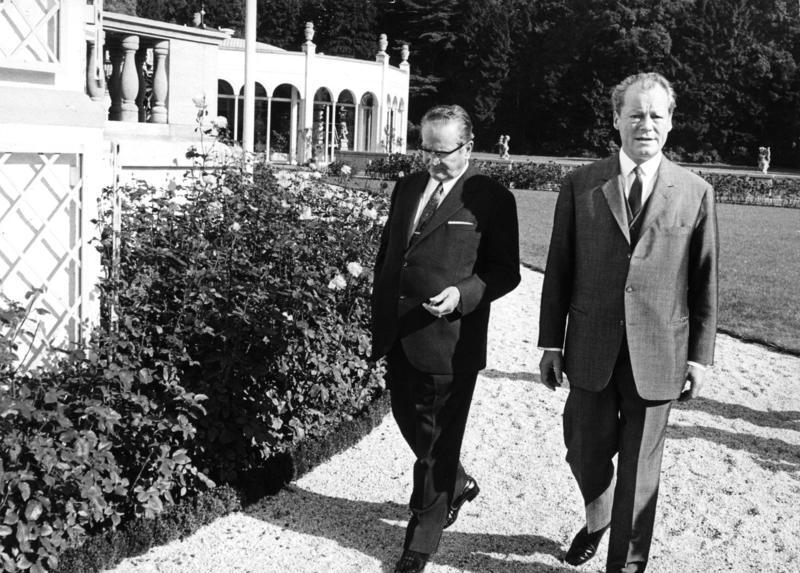
Tito při jednání se západoněmeckým kancléřem Willym Brandtem 11. října 1970

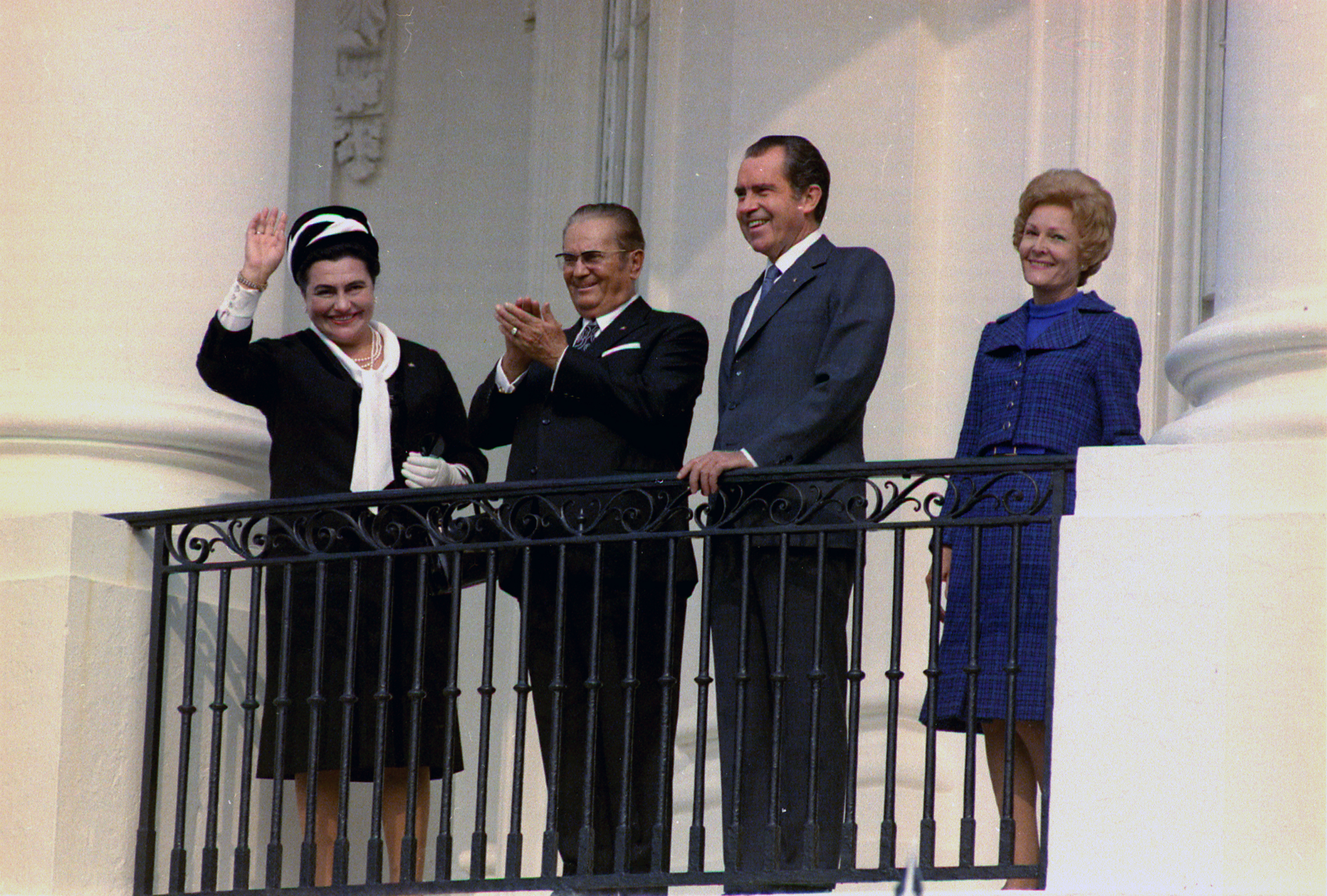
Zleva: Jovanka Broz, Tito, Richard Nixon & Pat Nixonová v Bílém domě, 1971

Po Stalinově smrti Tito odmítl pozvání Sovětského svazu k urovnání vztahů a smíru mezi oběma zeměmi. K tomu došlo až o dva roky později. Nikita Chruščov a Nikolaj Bulganin navštívili Tita v Bělehradě v roce 1955, aby se omluvili za příkoří, ke kterým došlo za vlády Stalina. Byla podepsána tzv. Bělehradská deklarace, ve které SSSR uznal právo Jugoslávie na vlastní cestu k socialismu. Jugoslávský tisk tuto návštěvu vykreslil jako triumf jugoslávské diplomacie. Tito posléze navštívil SSSR v roce 1956, což signalizovalo celému světu, že zášť mezi Jugoslávii a SSSR postupně opadává.
V roce 1956 Tito nakonec podpořil Sovětský svaz v postoji v maďarské krizi. Považoval ho za „menší zlo“, než kterým byla domácí reakce.
Titova angažovanost v zahraniční politice se sice nerealizovala na Balkáně, jak to vypadalo v druhé polovině 40. let, ale v celosvětovém měřítku. Pod jeho vedením se Jugoslávie stala zakládajícím členem Hnutí nezúčastněných zemí. V roce 1961 Tito v Bělehradě zorganizoval summit s představiteli několika lidnatých, avšak ekonomicky nepříliš silných zemí (za Egypt Gamál Abdul Násir, za Indii Džaváhlí Nehrú a za Indonésii Sukarno), ve kterém byly nastíněny základní myšlenky hnutí. Zároveň tak navázal úzké vztahy se zeměmi třetího světa. Tento krok upevnil jugoslávskou diplomatickou pozici, která se snažila oficiálně vymezit vůči jak východním, tak i západním zemím a zároveň umožnila zemi získat potřebné suroviny pro domácí hospodářství a také nová odbytiště.
Jugoslávie se 1. ledna 1967 stala první socialistickou zemí, která otevřela svoje hranice cizincům, a zrušila vízovou povinnost pro příslušníky všech zemí světa. Ve stejném roce Tito otevřeně podpořil mírovou rezoluci arabsko-izraelského konfliktu.
V roce 1967 navštívil Tito také poprvé Kosovo, kde po Brionském plénu došlo k liberalizaci poměrů (tj. uvolnění tlaku státního aparátu a bezpečnostních složek), což následně vedlo k odkrytí mezietnického napětí a nespokojenosti s životní úrovní většiny obyvatel, která byla ve srovnání se zbytkem země žalostně nízká. Tito navštívil Zvečan a Peć a během svých vystoupení k lidem apeloval na zachování Bratrství a jednoty.
Vztahy se SSSR se v druhé polovině 60. let opět zkomplikovaly. Ačkoliv Dubček zachoval věrnost Varšavské smlouvě, z několika komunistických hlavních měst se ozývaly ustarané hlasy – o pražské kontrarevoluci. Brežněv si znovu vzpomněl na Titovu podporu, a proto ho koncem dubna roku 1968 pozval do Moskvy. Avšak setkání proběhlo úplně jinak, než očekával. Tito, v rozporu s postojem k maďarské krizi v roce 1956, tentokrát se sovětským vedením vyslovil značný nesouhlas. Tvrzení, že se v Praze dostaly k moci buržoazní a prozápadní živly, odmítl.
Tito se domníval, že Dubček má dostatečně silnou armádu, a komunistickou stranu, aby se mohl ubránit sám.[zdroj?] Tato odpověď u přítomných sovětských novinářů vzbudila vlnu nevole a vedla k výtkám typu „podobné projevy se také dají pozorovat u vás, také k vám proniká kapitalismus. Máte obrovské dluhy na západě, a velkou nezaměstnanost, z čehož nás srdce bolí“. Tito však výtky na adresu jugoslávského liberalismu rozhodně odmítl a odrazoval Sověty od vměšování se do vnitřních záležitostí Československa. Nakonec bylo rozhodnuto, že se spor pokusí vyřešit klidnou cestou, a sám se zavázal, že vládě v Praze doporučí, aby své úsilí o obnovu nepřeháněla. Přes tento slib, liberálové, kteří měli v Jugoslávii většinu, začali otevřeně podporovat Dubčekovu politiku, neboť ji považovali za logický důsledek, nebo spíše stvrzení toho, čeho již sami dosáhli.[zdroj?] Ba co víc, Praha je povzbudila k tomu, aby se sami začali reformami zabývat. Tvrdili, že Jugoslávie vždycky stála v čele snah o demokratizaci socialismu, proto by ani v tomto okamžiku neměla být pozadu. Edvard Kardelj tak již počátkem roku vyzval k vytvoření nového, demokratičtějšího zřízení ve Slovinsku.[zdroj?]
Dne 9. srpna 1968, kdy spor mezi Brežněvem a Dubčekem dospěl na ostří nože, navštívil Tito Prahu. Byl veřejností přijat jako spasitel. Při této příležitosti prohlásil, že se musí vztahy mezi socialistickými zeměmi rozvíjet na základě rovnoprávnosti. Československým představitelům však ve své dlouhé rozmluvě vysvětloval, že nemají ve své politice tolik riskovat a předbíhat dobu. Kreml ovšem jeho snahu dělat prostředníka nedokázal ocenit.[zdroj?] Vzápětí se také za Titem do Prahy vydal nový rumunský vládce Nicolae Ceaușescu, o němž se rovněž proslýchalo, že usiluje o co nejvyšší nezávislost na Moskvě. Sovětům se vybavily nepříjemné vzpomínky na předválečnou protisovětskou dohodu.
V noci z 20. na 21. srpna 1968 vojska Varšavské smlouvy, s výjimkou rumunských, obsadila Československo. Tito okamžitě prohlásil, že vojska porušila suverenitu nezávislého státu, a zasadila tak těžký úder socialistickým silám na celém světě. 23. srpna toto prohlášení oficiálně schválil Ústřední výbor komunistické strany Jugoslávie a odsoudil násilnou akci, pro niž se SSSR se svými spojenci rozhodl. V Bělehradě a dalších městech došlo k organizovaným protestům obyvatelstva.[zdroj?] Jugoslávské vedení strany v těchto dnech zasedalo téměř bez přestání a snažilo se československou krizi posoudit ve všech souvislostech. Z výroků, jež v diskuzi zazněly, je obzvlášť významné Titovo přiznání, že se spletl, když se domníval, že je SSSR nejvýznamnějším spojencem Jugoslávie v boji proti imperialismu. Údajně při rozhovoru se sovětským velvyslancem v SFRJ v roce 1968 Tito řekl, že se země bude v případě, že by ji podobně jako ČSSR obsadila vojska Varšavské smlouvy, bránit.
Ve skutečnosti však byla situace znepokojivá. Představitelé Jugoslávské lidové armády se zhrozili situace, kdy země nebyla zcela připravena na případnou nečekanou agresi a sovětské síly by dosáhly Rijeky za pouhé tři dny.[zdroj?] Následně proto byla provedena rozsáhlá reforma armády.
V roce 1971 byl Tito znovu zvolen prezidentem Jugoslávie, již po šesté.[zdroj?]
Dne 16. května 1974 vstoupila v platnost nová ústava, a Josip Broz Tito byl jmenován prezidentem i předsedou Svazu komunistů Jugoslávie na doživotí. Tato ústava byla nejdelší na světě; zmiňovala konkrétně Tita jako výjimku (v počtu mandátů hlavy státu). Srbští nacionalisté v druhé polovině 80. let později Tita za přijetí této ústavy, která dala Jugoslávii charakter konfederace, ostře kritizovali.
Na konci 60. let byl z politického života odstraněn Aleksandar Ranković. To oslabilo bezpečnostní složky státu, především tajnou policii a iniciovalo skutečnou liberalizaci poměrů v zemi. Byla tak otevřena celá řada otázek, které byly doposud tabu a ke kterým musel Josip Broz Tito zaujmout postoj.
Na jaře 1968 probíhaly po celé SFRJ studentské nepokoje, které Josip Broz oficiálně podpořil známým proslovem „studenti jsou v právu“.
V 70. letech se zhoršila ekonomická situace. Na začátku dekády vypuklo tzv. Chorvatské jaro, které od reformních cílů postupně přešlo k cílům nacionalistickým. Postupně začal být napadán i Titův kult osobnosti. Josip Broz Tito uplatnil vůči představitelům tohoto hnutí represivní prostředky. Politické vedení Svazu komunistů Chorvatska bylo obměněno. Liberalismus z konce 60. let skončil a v zemi byl obnoven, byť v menší míře než dříve, restriktivní režim. Na zasedání v Karađorđevu, které se uskutečnilo během vlny stávek v Chorvatsku, mluvil s politickými představiteli chorvatské republiky asi 20 hodin. Situaci v Chorvatsku nicméně označil za kontrarevoluci (pokus o převrat), která stojí na nacionalistickém základě.
V dalším separátním procesu byli potom z funkce odstraněni srbští liberálové v čele s Markem Nikezićem. Tento proces západoevropská média zaznamenala a vyobrazila jako střet dvou linií, což však Tito zcela odmítl; nastínil však otázku, zdali je vedení srbských komunistů na stejné politické linii, jako je tomu v případě celojugoslávské komunistické strany.

## Závěrečná léta (1974–1980)

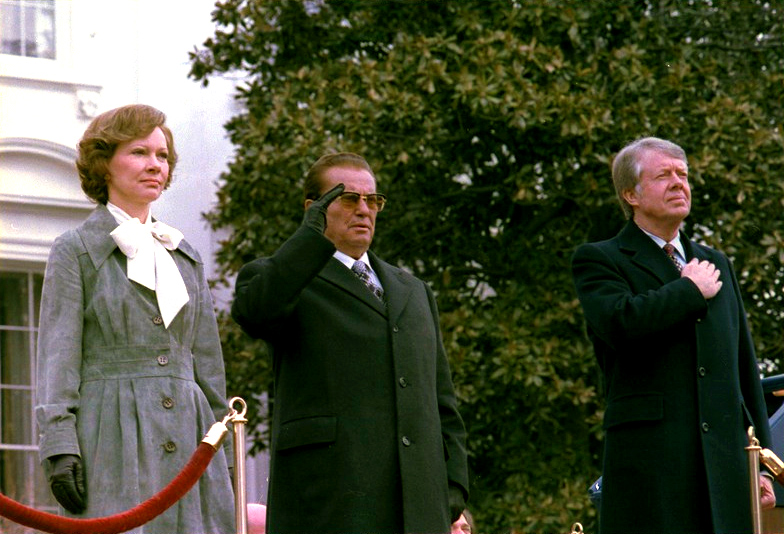
Tito a Jimmy Carter během Titovy třetí státní návštěvy USA roku 1978

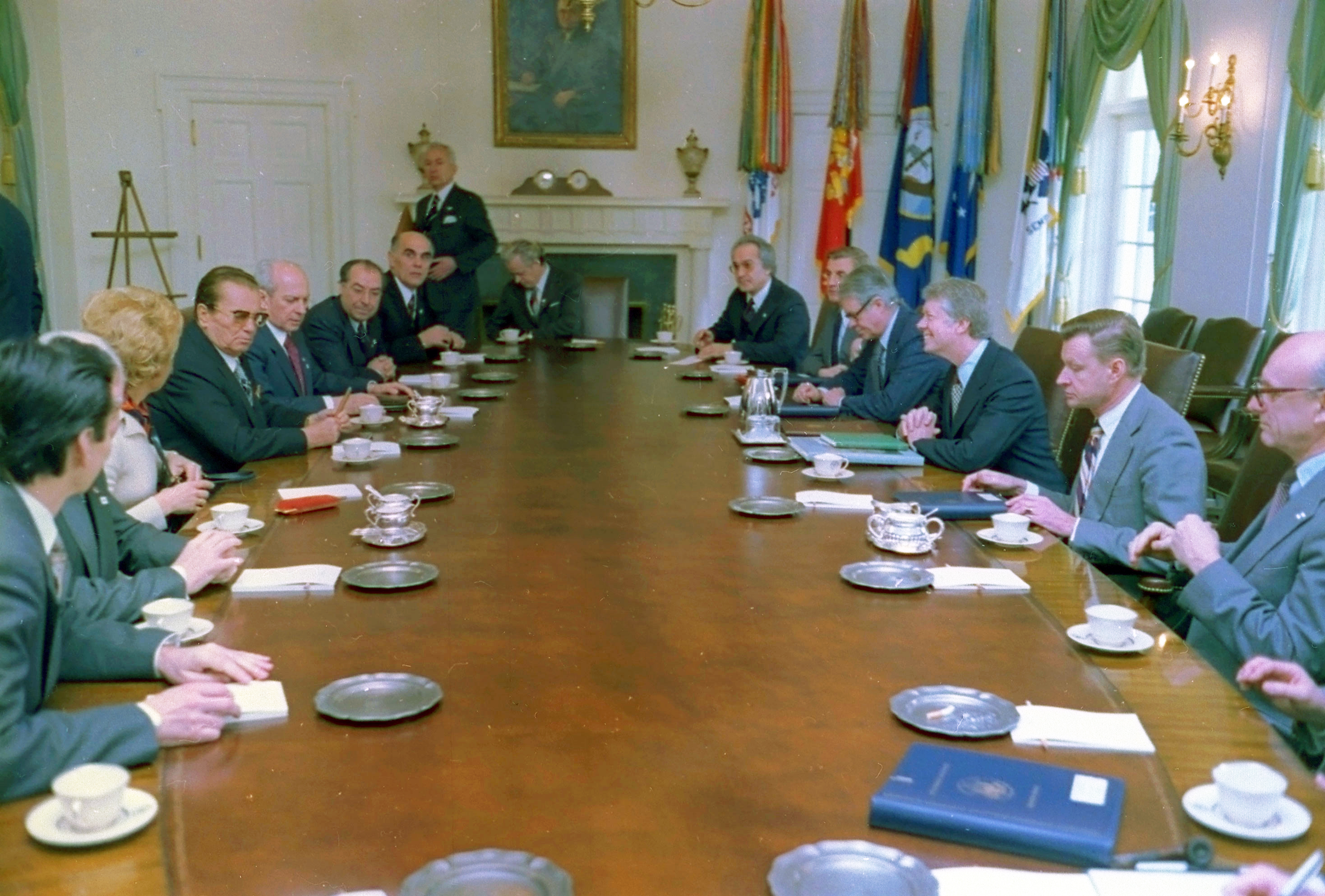
Americko-jugoslávský summit, 1978

Již v roce 1970 Tito apeloval, aby byl zřízen kolektivní orgán, který by postupně převzal v zemi moc. Přestože byl sám Josip Broz prezidentem „bez omezení trvání mandátu“[zdroj?], což byl snad jediný požadavek Chorvatského jara, který vláda v Bělehradě realizovala, jeho zdravotní stav mu přirozeně znemožňoval vykonávat náročnou funkci řízení státu.
Na konci 70. let existovala dle slov řady tehdejších politiků „čtyřčlenná komise“, která měla za cíl „zbavit Tita těch nejtěžších povinností“. Tento fakt se dostal na veřejnost až v roce 1989 v době pádu obrazu Tita a celého komunistického režimu a vyvolal ostrou debatu ve společnosti, zdali ke konci svého života byl Josip Broz skutečným politikem, či jen loutkou v rukách mladších komunistů. Tehdejší politici (například Lazar Koliševski) v novinách existenci komise připustili, ovšem ostře odmítli, že by Tito byl manipulován.
V lednu 1980 byl Tito hospitalizován. Zdravotní péči mu poskytlo klinické centrum v Lublani. Zhoršoval se ovšem už od podzim 1978 a poprvé byl Tito hospitalizován v říjnu 1979. Jeho levá noha byla amputována krátce poté. Zemřel dne 4. května 1980 v 15:05, kvůli komplikacím s gangrénou, tři dny před svými 88. narozeninami. Zemřel v sedmém patře, v malé místnosti v jihovýchodním rohu. Bezprostředně poté, co se čelní představitelé SFRJ dozvěděli o Titově smrti, se v Bělehradě od 18:00 konalo úplné mimořádné zasedání předsednictva SFRJ a předsednictva Ústředního výboru Svazu komunistů Jugoslávie, na kterém byla Titova smrt formálně oznámena. Okamžik úmrtí se stal pro jugoslávský režim určitým symbolem; následně byl vyhlášen třídenní státní smutek a každoročně držela celá země ve výroční den úmrtí hlavy státu 4. května minutu ticha.
Dne 7. května 1980, v den Titových nedožitých osmaosmdesátých narozenin, se v Bělehrade uskutečenila tryzna, jíž se účastnilo na dvě stovky mezinárodních delegací. 
Dne 8. května v Dedinje se v Domě květin konal za přítomnosti 209 delegací ze 127 zemí, 700 000 lidí, čtyř kounovaných hlav, pět následníků trůnu, šesti předsedů parlamentů, 31 prezidentů států, 22 premiérů a 47 ministrů Titův státní pohřeb. Mezi smutečními hosty byli Saddám Husajn, Jásir Arafat, Leonid Brežněv, Margaret Thatcherová, Helmut Schmidt a Chua Kuo-feng. Československo vyslalo delegaci ve složení Husák, Štrougal, Colotka, Biľak, Indra, Hanes, David, Chňoupek. Dále se pohřbu účastnil velvyslanec ČSSR v SFRJ Pavlovský.
Politici, kteří se dostali k moci po Titově smrti, přísahali, že z jeho cesty nikdy nesejdou (Druže Tito, mi ti se kunemo da sa tvoga puta nikad ne skrenemo). Problémy s fungováním Jugoslávie se ale objevily do několika let.
Jeho třetí manželkou se stala v roce 1952 Jovanka Budisavljevićová.

## Titův odkaz za jeho života i po smrti

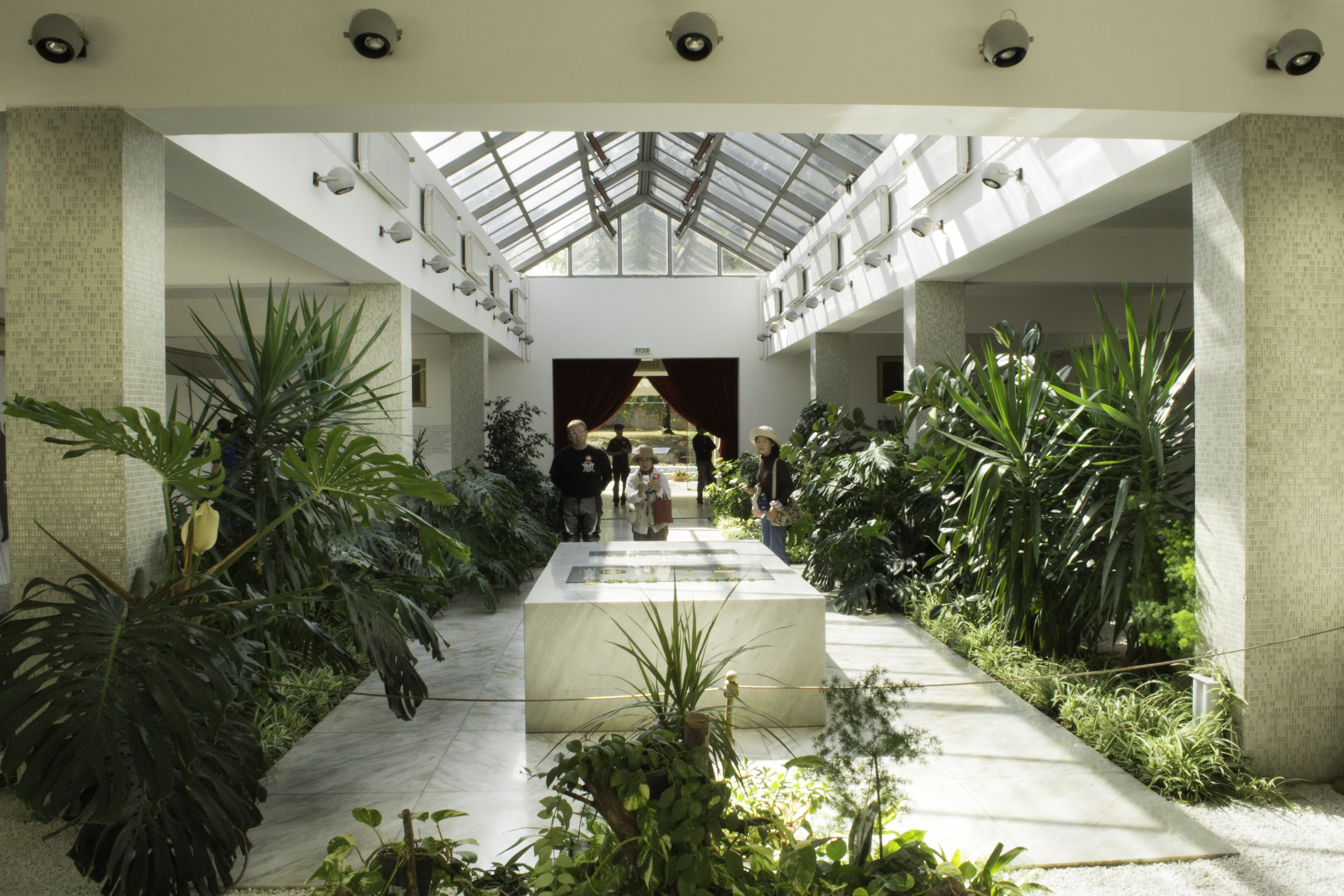
Titova hrobka

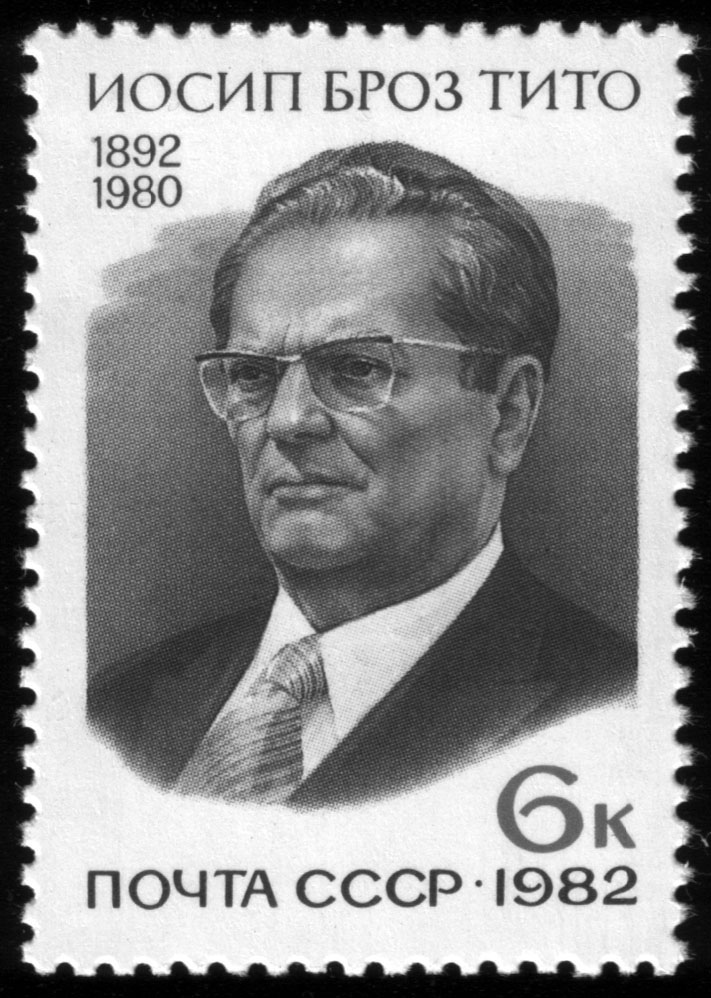
Poštovní známka Sovětského svazu, Josip Broz Tito, 1982 (Michel № 5151, Scott № 5019)

Okolo jugoslávského vůdce začal vznikat, či byl systematicky budován, rozsáhlý kult osobnosti, a to již po druhém zasedání AVNOJe. Po osvobození země dosáhl ohromných rozměrů; zprvu se podobal kultu typickému pro východoevropské státy, po odklonu Jugoslávie od SSSR a Východního bloku se však změnil; důraz byl kladen spíše na lidskou stránku maršála, skutečnost, že se neřídí dogmatickými poučkami a hledá nová řešení pro svoji zemi.[zdroj?] Pod jeho jménem se konala celá řada akci; Den mládeže se konal v den jeho narozenin a Štafeta mládeže se dříve jmenovala Titovou štafetou.
Po Titovi bylo pojmenováno i několik měst – mezi lety 1946 a 1992 nesla Podgorica v Černé Hoře název Titograd, Užice v Srbsku název Titovo Užice, Velenje ve Slovinsku název Titovo Velenje, Kosovska Mitrovica nesla název Titova Mitrovica, Veles v Makedonii přejmenován na Titov Veles (zrušeno po rozpadu Jugoslávie), obec v Chorvatsku poblíž Plitvických jezer se jmenovala Titova Korenica. Hlavní třída v Sarajevu dodnes nese název Maršala Tita. Druhý nejvyšší vrchol Severní Makedonie dodnes nese název Titov Vrh. Téměř každé město, či obec v Jugoslávii pojmenovalo nějakou z ulic po jugoslávském prezidentovi. Jeho jménem byla později pojmenována i planetka (1550) Tito, kterou objevil 29. listopadu 1937 Milorad B. Protić. Jugoslávský komunistický režim Tita velice vysoko vyzdvihoval a na rozdíl od politiků, kteří jej ve funkci hlavy státu vystřídali, měl Josip Broz skutečně vysokou autoritu mezi obyvateli Jugoslávie.[zdroj?] Také ve volné krajině byly například na skalách k vidění velké nápisy TITO.
Jugoslávská média i tisk uveřejňovaly v den významných výročí existence státu, bojů v druhé světové válce, či během významných dnů komunistického hnutí články oslavující a vyzdvihující akty Tita jako partyzánského vůdce; nešetřilo se však ale ani s chválou poválečné obnovy země, stejně jako účasti Jugoslávie v Hnutí nezúčastněných zemí. Během let 1987–1988 docházelo ve společnosti k rapidním změnám, které se projevovaly také poklesem zájmu o osobnost jugoslávského vůdce. V novinách se objevovaly často kritické články. V roce 1987 přijala jugoslávská skupština dokonce i zákon o ochraně jména a díla Josipa Broze Tita. Během roku 1989 pak začaly otevřené útoky na jeho jméno, hlavně ze strany nacionalistů. Ty pak pokračovaly i v první polovině let devadesátých, v době nacionalistických vášní i válek.
Pohled na osobnost Josipa Broze Tita se v jednotlivých jugoslávských republikách liší; v Slovinsku, Bosně a Hercegovině a Chorvatsku je velmi pozitivní.[zdroj?] V anketě Největší Chorvat, kterou po vzoru BBC (100 největších Britů) uspořádal týdeník Nacional roku 2003, Tito s přehledem zvítězil, následován vynálezcem Nikolou Teslou. V Chorvatsku i dodnes přežívá řada míst pojmenovaných po Josipu Brozovi, včetně jednoho z velkých záhřebských náměstí. V Srbsku i dodnes žije názor, že jugoslávský maršál je kromě úspěchů v domácí i zahraniční politice odpovědný za krizi 80. let, která vyeskalovala v rozpad státu.[zdroj?]

## Návštěvy v Československu po roce 1945
21. března 1946 navštívil Tito jako předseda vlády Československo. Doprovázel jej Milovan Djilas a Vladimir Velebit. Přijel zvláštním vlakem z Polska, na Pražském hradě jej přijal prezident Edvard Beneš, spolu s Benešem zhlédli operu Prodaná nevěsta v Národním divadle. Druhý den jej na Pražském hradě znovu přijal Edvard Beneš za přítomnosti československé vlády a jejího předsedy Zdeňka Fierlingera a udělil mu Řád Bílého lva za vítězství a Válečný kříž.
Po návštěvě československého prezidenta Antonína Novotného v Bělehradě a v Titově letní rezidenci na Brijuni v roce 1964, přiletěl Tito do Prahy 2. června 1965 společně s vládní delegací a manželkou Jovankou Broz a setkal se s prezidentem Antonínem Novotným. Navštívil Národní památník na Vítkově a Antonín Novotný jej přijal na Pražském hradě. Jovanka Broz se také setkala s prezidentovou manželkou Boženou Novotnou a navštívila Národní galerii. 3. června si Tito s manželkou prohlédli Pražský hrad, Míčovnu, obrazárnu hradu, Svatováclavskou kapli, Zlatou uličku, Dům československých dětí, Příkopy, Václavské a Staroměstské náměstí, Staroměstskou radnici. 4. června navštívil Bratislavu, kde jej přijal Alexander Dubček. Prohlédl si město, navštívil Trnavu, kde měl projev na hlavním náměstí a byl na exkurzi Jednotného rolnického družstva ve Špačincích. Večer se v bratislavském hotelu Devín znovu sešel s Alexanderem Dubčekem kde řekl, že Bratislavu a Slovensko navštívil už po druhé světové válce. 5. června odletěl do Prahy a s Antonínem Novotným navštívil Závody V. I. Lenina v Plzni, kde v roce 1912 pracoval. Byl také na plzeňské radnici. V neděli 6. června s manželkou pobýval na zámku v Lánech. 7. června s Antonínem Novotným navštívil Železárny Čenkov (kdysi Arndtova továrna), kde před 53 lety spolu s dalšími 16 slovinskými dělníky 3 měsíce pracoval. Setkal se zde se dvěma tehdejšími spolupracovníky. Večer se na recepci v Černínském paláci sešel s československými partyzány, kteří v brigádě Jana Žižky bojovali za druhé světové války na území Jugoslávie. 8. června Tito odletěl do Berlína.
Prahu Tito navštívil i 9. srpna 1968, krátce před invazí Varšavské smlouvy do Československa. Setkal se s prezidentem Ludvíkem Svobodou, Alexanderem Dubčekem, premiérem Oldřichem Černíkem a Josefem Smrkovským. Druhý den po jednání s československými politiky uspořádal tiskovou konferenci a vyjádřil podporu Československu: „Nemusím jistě připomínat, že v situaci, kdy Hitler připravoval svůj úder proti Československu, se v Jugoslávii hlásily tisíce dobrovolníků na pomoc vaší zemi. Tyto dávné sympatie se nyní ještě více upevnily.“ 11. srpna odletěl i s manželkou do jugoslávské Puly.

## Vyznamenání
Josif Broz Tito během svého života získal celkem 119 vyznamenání ze 60 zemí světa (včetně Jugoslávie). Jugoslávských vyznamenání získal 21, z nichž Řád národního hrdiny mu byl udělen třikrát. Mezi jeho nejvýznamnější řády patří francouzský Řád čestné legie, britský Řád lázně, japonský Řád chryzantémy či italský Řád zásluh o Italskou republiku.